# Tadpatri

Tadpatri é uma cidade e um município no distrito de Anantapur, no estado indiano de Andhra Pradesh.

## Geografia
Tadpatri está localizada a 14° 55′ N, 78° 01′ L. Tem uma altitude média de 223 metros (731 pés).

## Demografia
Segundo o censo de 2001, Tadpatri tinha uma população de 86 641 habitantes. Os indivíduos do sexo masculino constituem 51% da população e os do sexo feminino 49%. Tadpatri tem uma taxa de literacia de 56%, inferior à média nacional de 59,5%: a literacia no sexo masculino é de 67% e no sexo feminino é de 44%. Em Tadpatri, 13% da população está abaixo dos 6 anos de idade.